# Pezicula betulae
Pezicula betulae är en svampart som beskrevs av Rehm. Pezicula betulae ingår i släktet Pezicula och familjen Dermateaceae.   Inga underarter finns listade i Catalogue of Life.